# Erigavo somalicus
Erigavo somalicus är en skalbaggsart som beskrevs av Marc Lacroix 2006. Erigavo somalicus ingår i släktet Erigavo och familjen Melolonthidae. Inga underarter finns listade i Catalogue of Life.